# Колібрі-довгодзьоб зеленолобий
Колі́брі-довгодзьо́б зеленолобий (Doryfera ludovicae) — вид серпокрильцеподібних птахів родини колібрієвих (Trochilidae). Мешкає в Центральній і Південній Америці.

## Опис

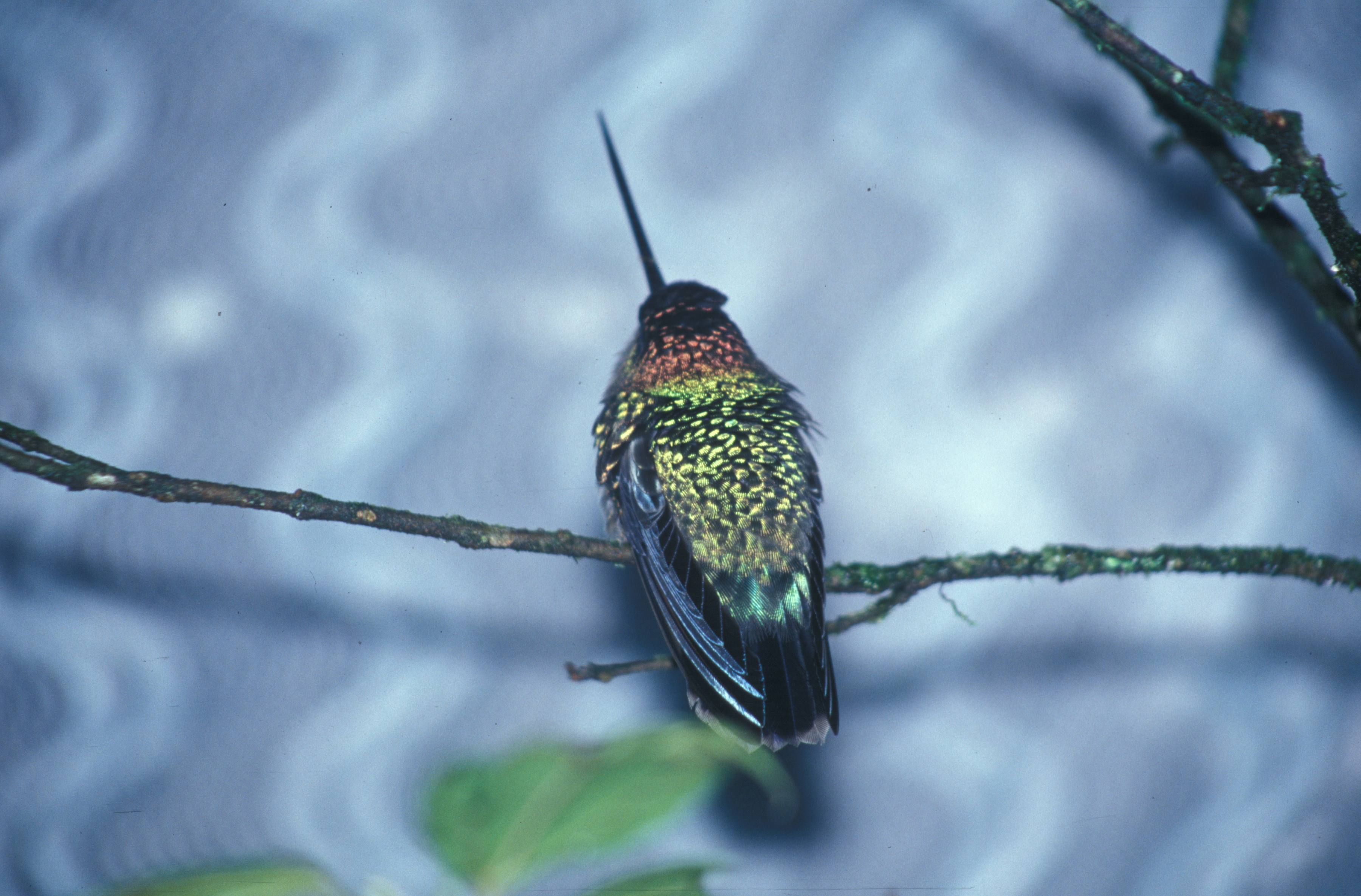
Зеленолобий колібрі-довгодзьоб

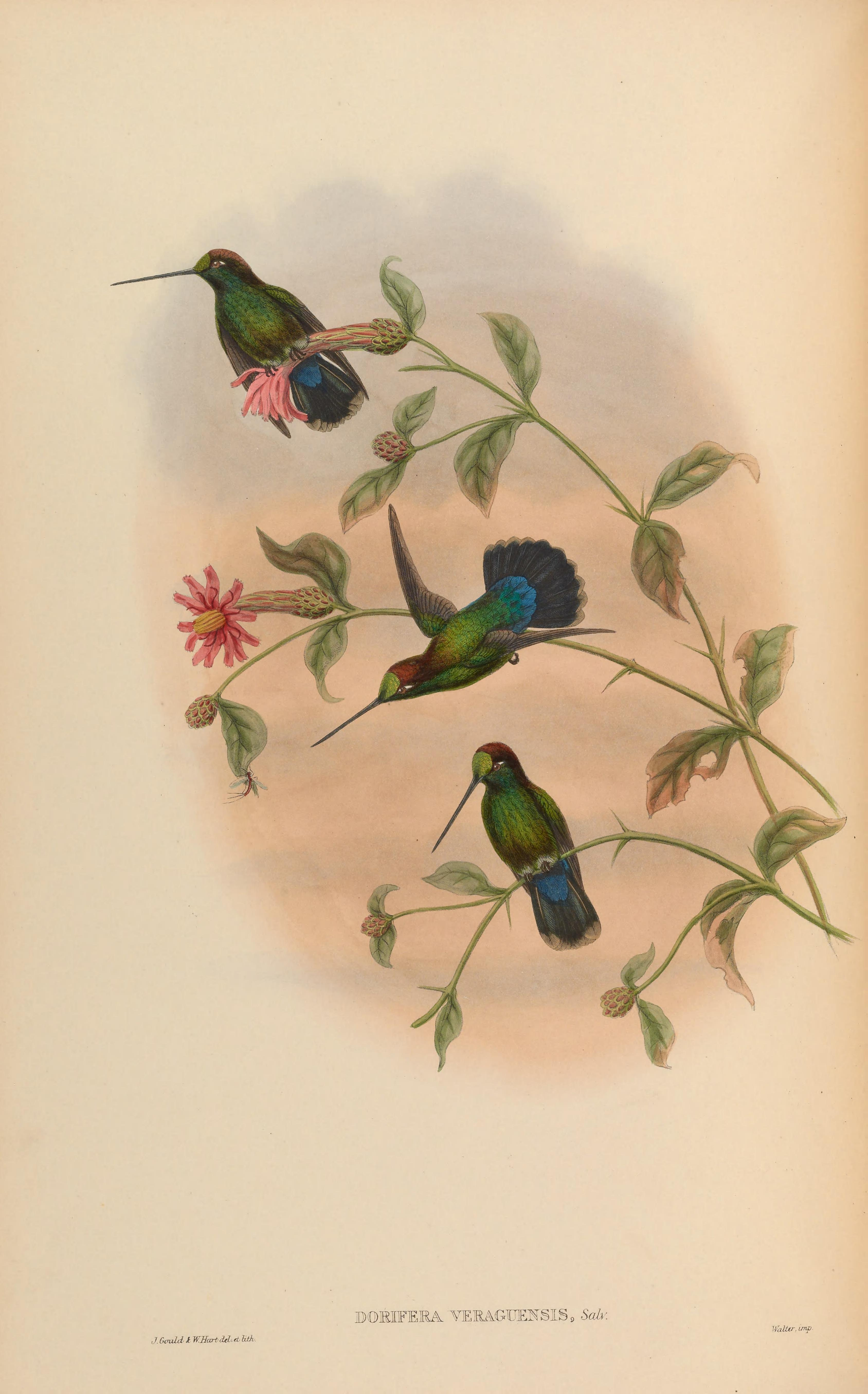
Зеленолобі колібрі-довгодзьоби

Довжина птаха становить 10,4 см, вага 5,7 г. У самців на лобі є помітна блискуча зелена пляма, тім'я зелене, на потилиці і шиїз боків  мідно-руда пляма. Решта верхньої частини тіла зелена з бронзовим відблиском, надхвістя має бірюзовий відтінок. Нижня частина тіла тьмяно-чорнувато-сіро з зеленуватим відтінком. Хвіст округлий, синювато-чорний, крайні стернові пера мають сіруваті кінчики. Дзьоб дуже довгий, його довжина варіюється від 29 до 36,5 мм, в залежності від популяції. Забарвлення самиць загалом є подібне до забарвлення самців, однак блискуча пляма на лобі у них дещо менш яскрава. У представників підвиду D. l. veraguensis лоб більш темний, дзьоб довший, а нижня частина тіла більш чорнувата, ніж у представників номінативного підвиду.

## Підвиди
Виділяють два підвиди:
- D. l. veraguensis Salvin, 1867 — гори в Коста-Риці і на заході Панами;
- D. l. ludovicae (Bourcier & Mulsant, 1847) — гори Серранія-дель-Дар'єн[es] на кордоні Панами і Колумбії, Анди на заході Венесуели (Кордильєра-де-Мерида), в Колумбії (всі 3 хребти) і Еквадорі (на західних схилах на південь лише до Котопахі), східні схили Анд в Перу і Болівії.

## Поширення і екологія
Зеленолобі колібрі-довгодзьоби мешкають в Коста-Риці, Панамі, Венесуелі, Колумбії, Еквадорі, Перу і Болівії. Вони живуть у вологих гірських і хмарних тропічних лісах, часто поблизу струмків. Зустрічаються переважно на висоті від 750 до 2300 м над рівнем моря, у Венесуелі на висоті від 1600 до 2200 м над рівнем моря, в Колумбії на висоті від 900 до 2700 м над рівнем моря, в Еквадорі на висоті від 1100 до 1700 м над рівнем моря, в Перу на висоті від 800 до 2850 м над рівнем моря.
Зеленолобі колібрі-капуцини живляться нектаром різноманітних квітучих рослин. Вони віддають перевагу нектару чагарників з великими, звисаючими суцвіттями, зокрема, з родили вересових, а також нектару омели. Захищають кормові території. Гніздо чашоподібне, робиться з лиски деревовидних папоротей, моху і павутиння, прикріплюється до коріння дерев або до моху. В кладці 2 яйця. Інкубаційний період триває 20-21 день, пташенята покидають гніздо через 29-30 днів після вилуплення.